# 赤川橋 (富山県)
赤川橋（あかがわばし）は、富山県下新川郡入善町と朝日町を結ぶ小川に架かる富山県道60号入善朝日線（主要地方道）の桁橋。

## 概要
- 左岸：富山県下新川郡入善町古黒部
- 右岸：富山県下新川郡朝日町草野
- 路線名：富山県道60号入善朝日線
- 橋長：124 m[1]
- 幅員：11 m[1]

## 歴史
『下新川郡志稿』によると、明治以前は西草野村住民14名の共同事業として、毎年4月から10月までは渡船を行い、11月から翌年3月までは仮板橋を設置して往来の旅人より渡賃をとっていた。また、藩主往来の折は10数艘の漁船をもって舟橋を作っていた。この事業は上記の14名が独占するところとなり、加賀藩は手当を与えず、流失に際しては直ちに修復させるなど厳しく対処した、と旨記されている。1890年（明治23年）、長さ50間、幅員18尺の橋が県費によって架設された。後に1938年（昭和13年）に橋長86m、幅員6mの鉄筋コンクリート製の永久橋となった。
現在の橋は、2015年（平成27年）3月25日に入善朝日線バイパス（700 m）開通に合わせて開通・供用開始したものである。